# U-Bahnhof Machtlfinger Straße

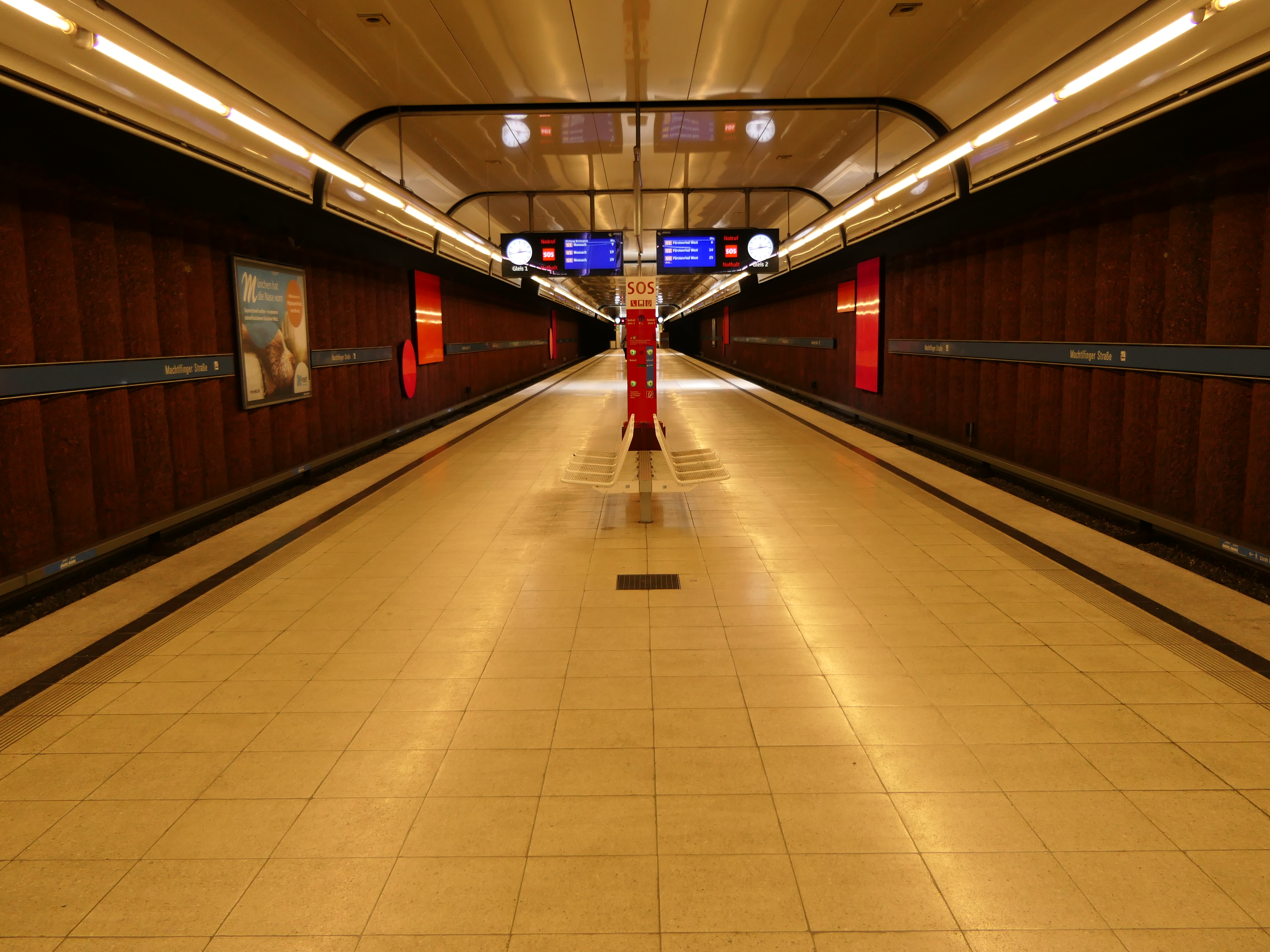
Bahnsteigebene 2018

Der U-Bahnhof Machtlfinger Straße ist ein Bahnhof der Münchner U-Bahn und wurde am 28. Oktober 1989 eröffnet.
Die Straße, an welcher der Bahnhof liegt, ist nach dem Andechser Ortsteil Machtlfing zwischen Herrsching und Tutzing benannt. Er liegt unter einer Grünanlage, die einst eine Güterzugtrasse war. Die Hintergleiswände bestehen aus rau belassenen Bohrpfählen, die bordeauxrot gestrichen wurden, an denen aber rote Objekte befestigt sind. Die künstlerische Gestaltung dieser Objekte wurde von dem Münchner Künstler Rupprecht Geiger durchgeführt. Es handelt sich dabei um vier zweiteilige Objekte. Die Decke wurde mit Aluminiumplatten verkleidet, die wie ein Baldachin geformt sind und an denen die zwei Lichtbänder befestigt sind. Da der Bahnhof sehr dicht unter der Oberfläche liegt, befinden sich in der Decke zwei Oberlichter, durch die Tageslicht eindringt. Zur besseren Reflexion wurden darunter in den, mit Isarkiesel-Motiv ausgelegten Bahnsteig, Edelstahlplatten eingelassen. Am westlichen Bahnsteigende führen Fahr- und Festtreppen sowie ein Lift direkt zur Machtlfinger Straße. Am östlichen Ende führen ebenfalls Fahr- und Festtreppen zu einem Fußweg, der zur Helfenriederstraße führt.

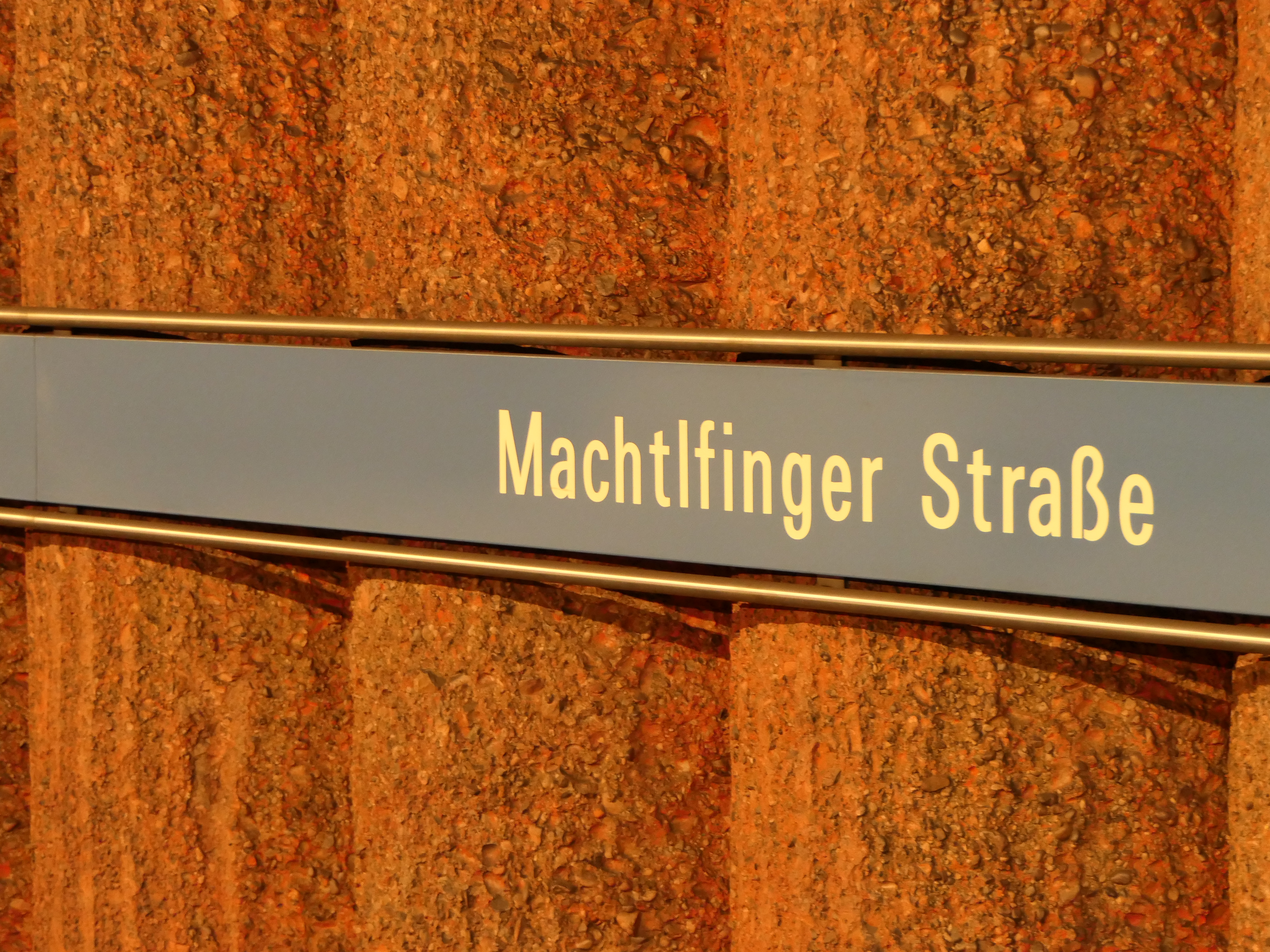
Stationsname und rau belassene Bohrpfähle
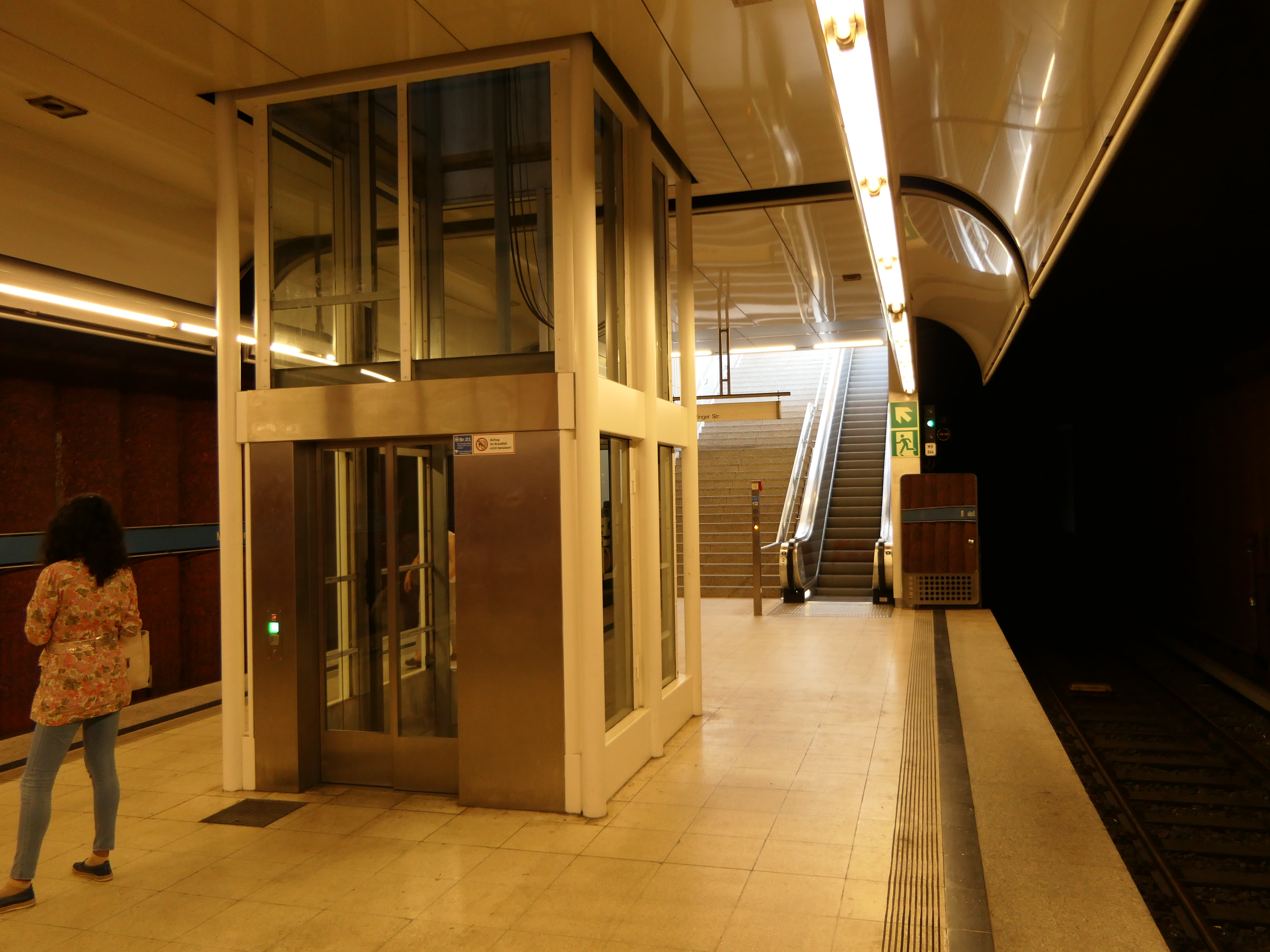
Lift auf der Bahnsteigebene
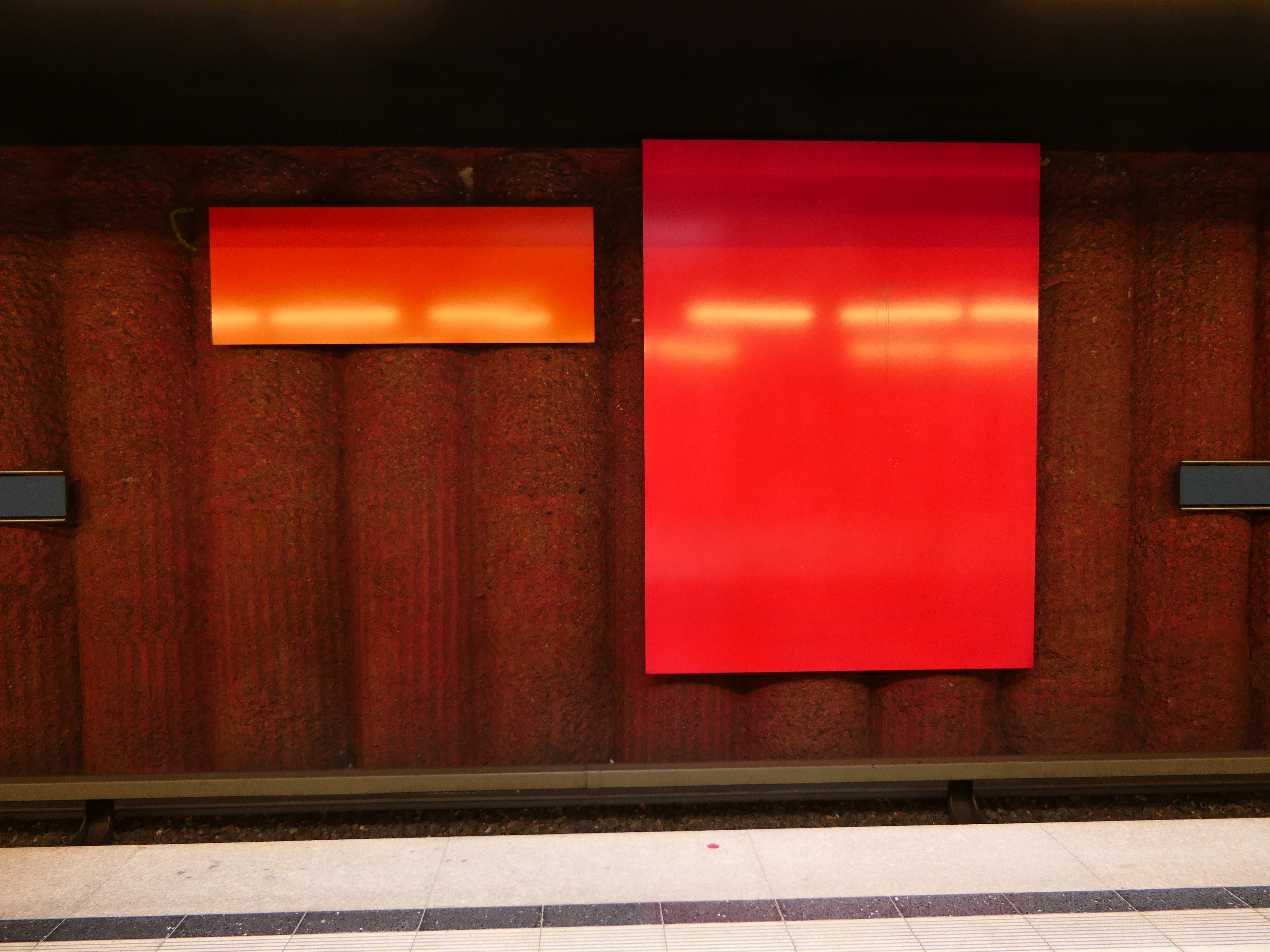
Zweiteiliges Objekt 1
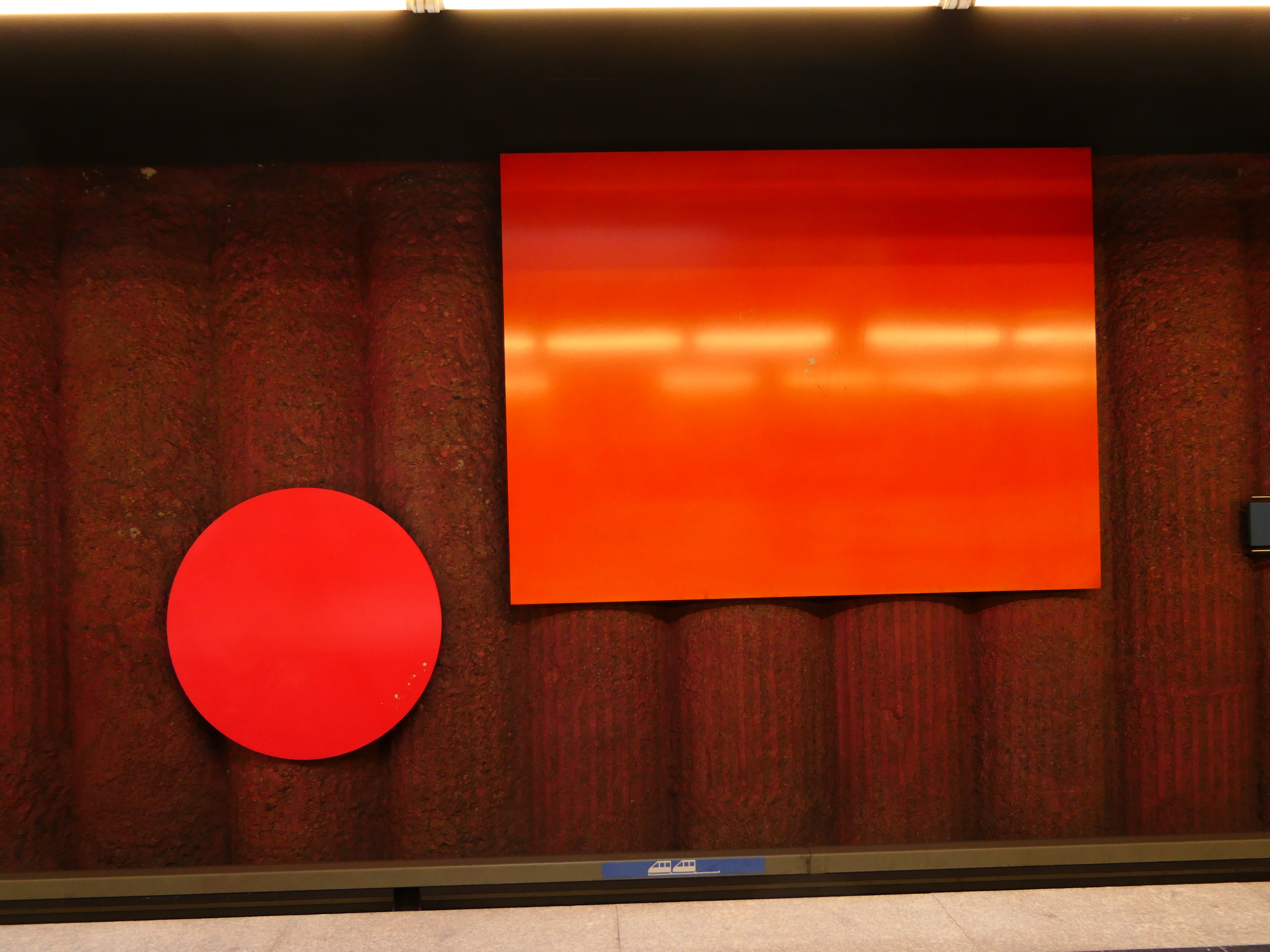
Zweiteiliges Objekt 2
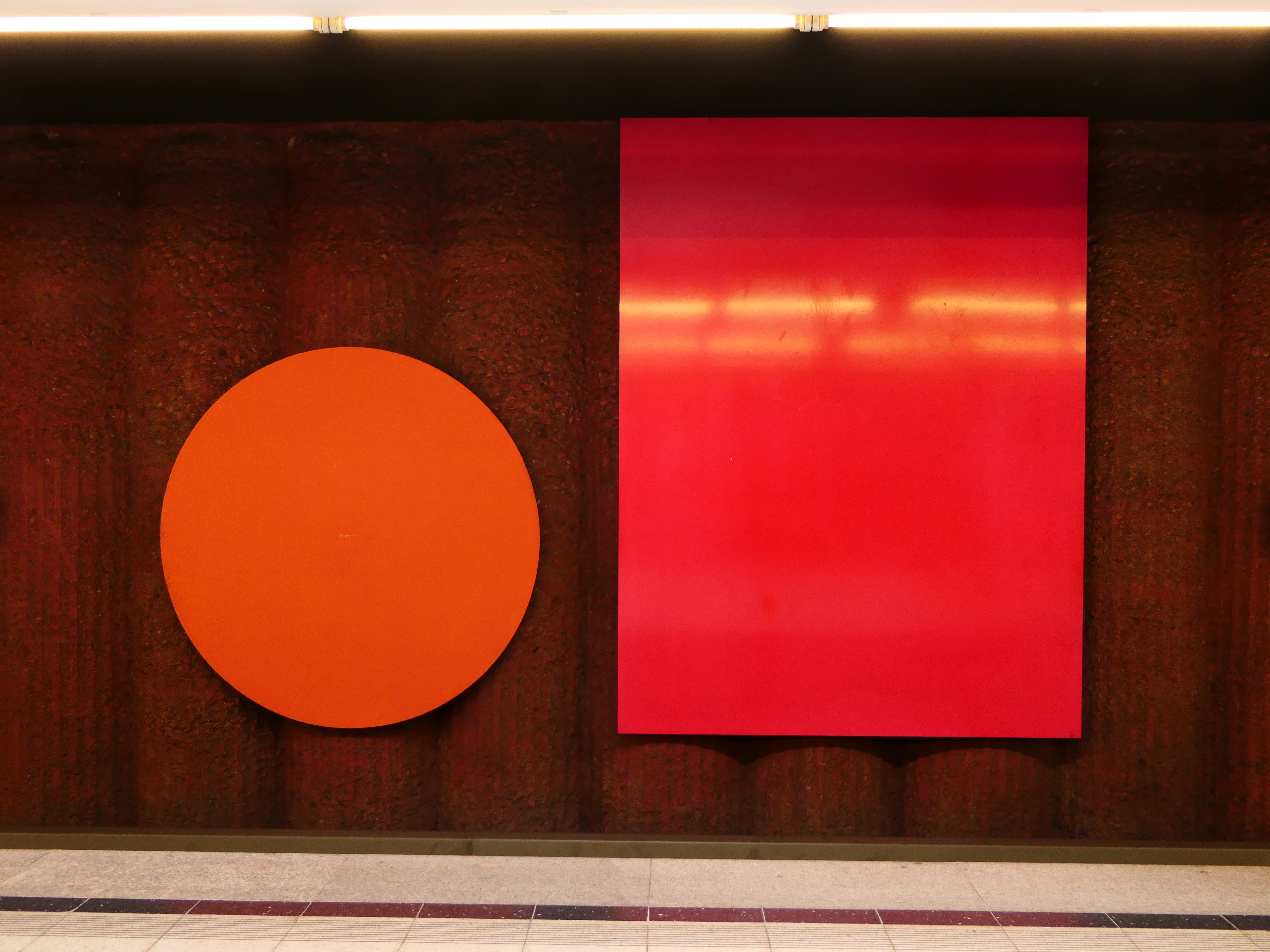
Zweiteiliges Objekt 3
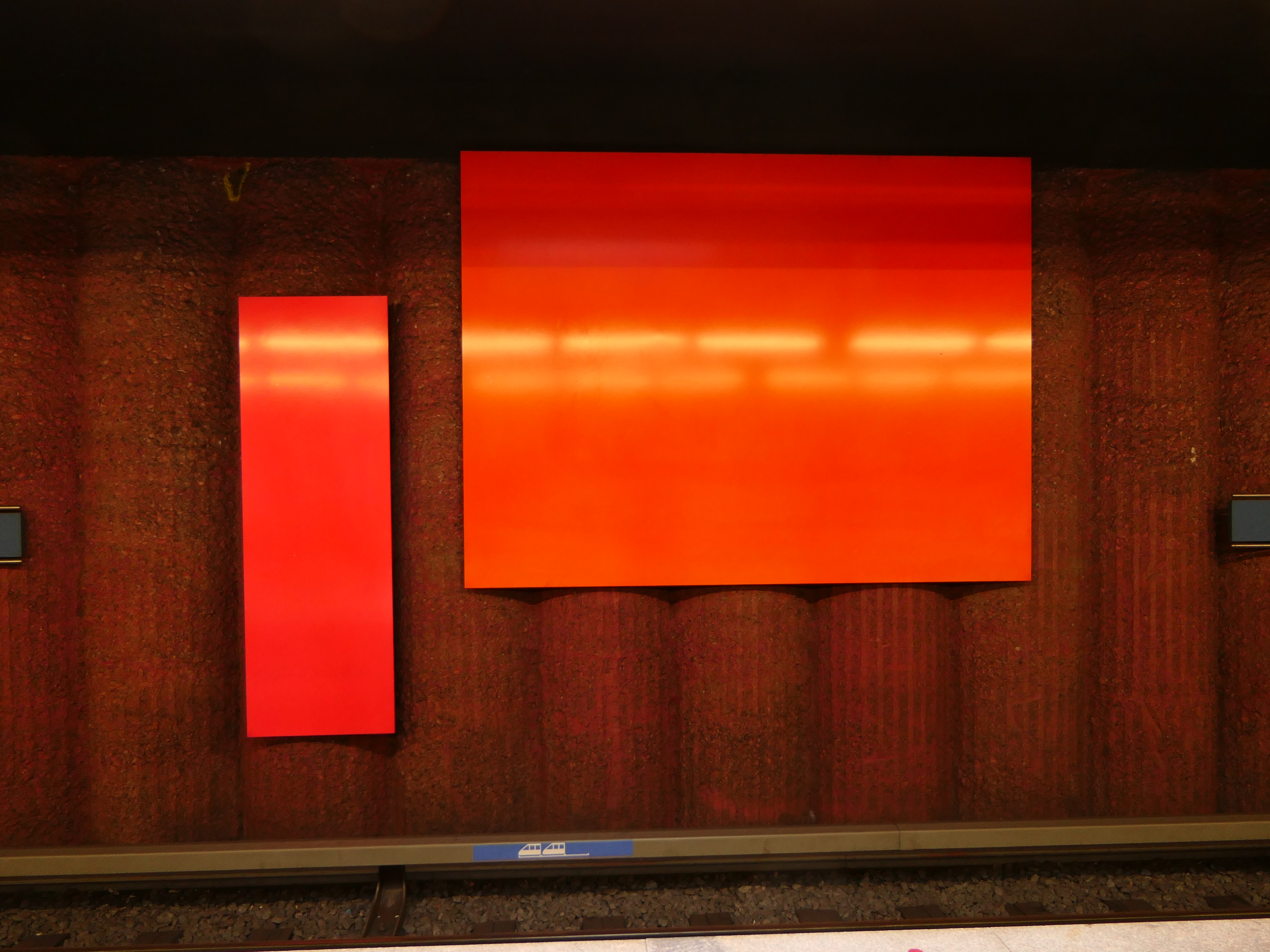
Zweiteiliges Objekt 4
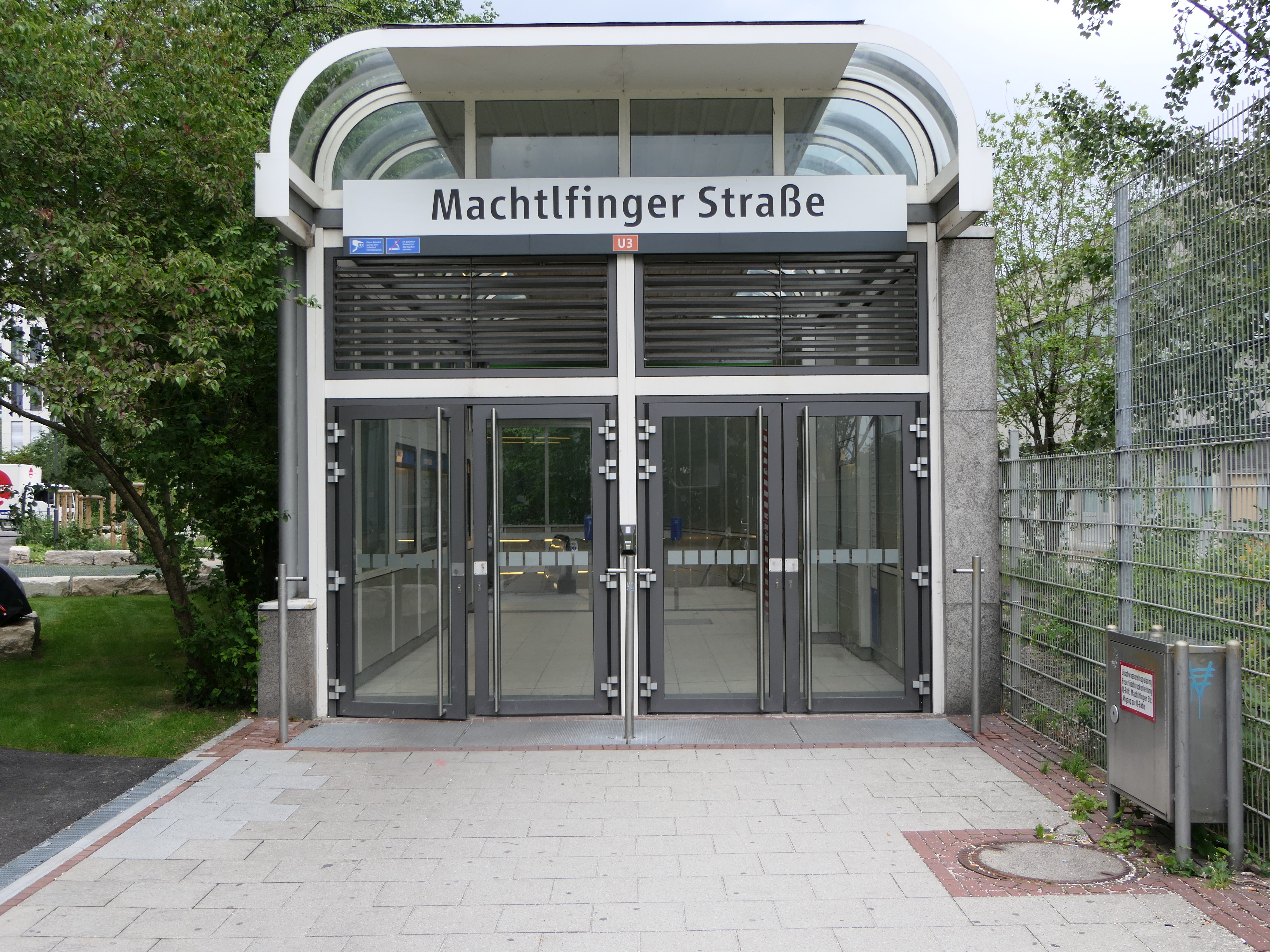
Zugang an der Oberfläche

| Linie | Linienverlauf |
| ----- | --- |
| U3    | Moosach – (797 m) – Moosacher St.-Martins-Platz – (880 m) – Olympia-Einkaufszentrum – (1416 m) – Oberwiesenfeld – (1061 m) – Olympiazentrum – (944 m) – Petuelring – (832 m) – Scheidplatz – (793 m) – Bonner Platz – (1042 m) – Münchner Freiheit – (579 m) – Giselastraße – (744 m) – Universität – (788 m) – Odeonsplatz – (640 m) – Marienplatz – (884 m) – Sendlinger Tor – (843 m) – Goetheplatz – (677 m) – Poccistraße – (624 m) – Implerstraße – (849 m) – Brudermühlstraße – (1149 m) – Thalkirchen – (1129 m) – Obersendling – (785 m) – Aidenbachstraße – (782 m) – Machtlfinger Straße – (1195 m) – Forstenrieder Allee – (808 m) – Basler Straße – (936 m) – Fürstenried West |